# Safari Rally 2001

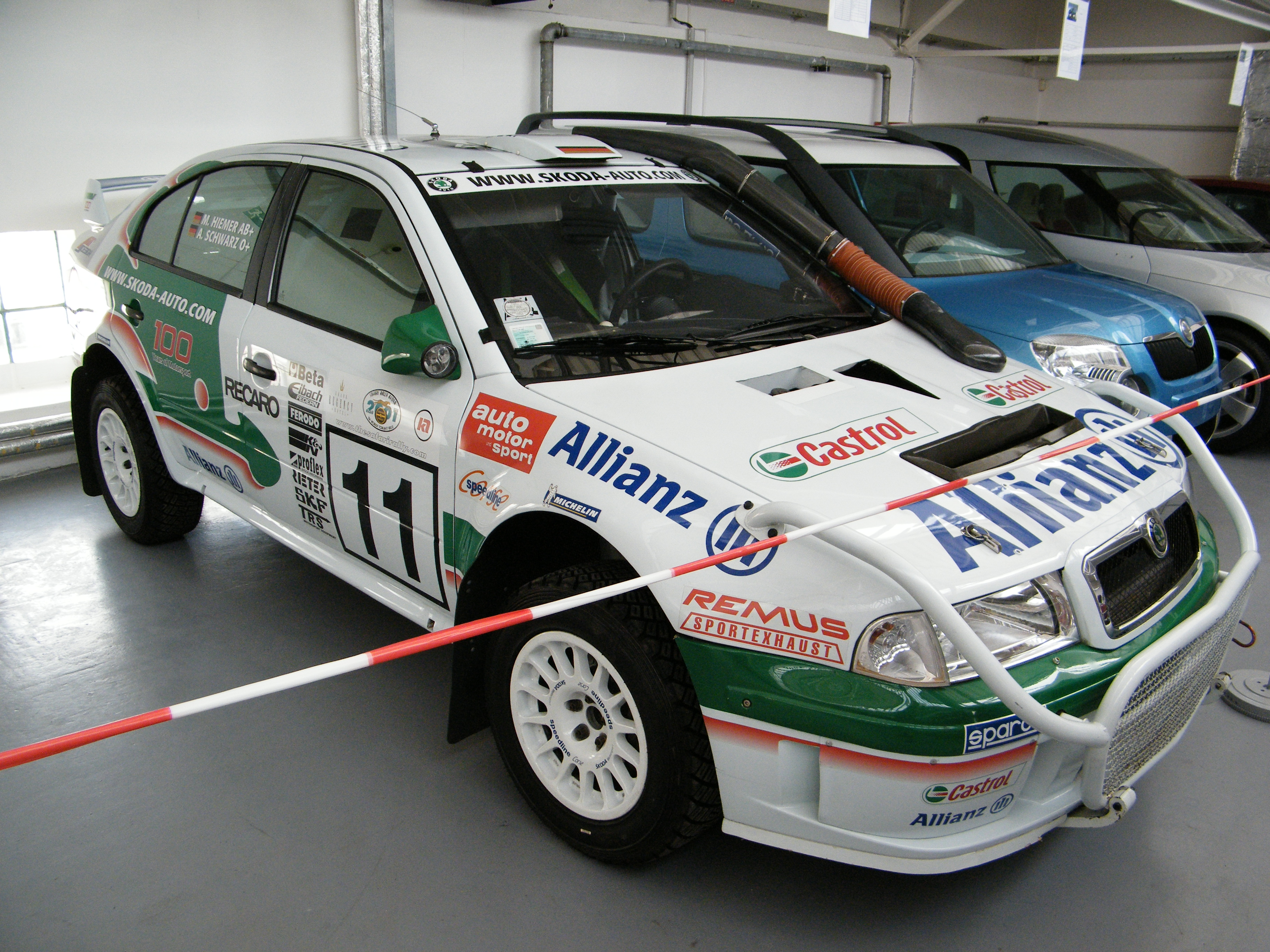
La Octavia WRC Evo2 con la quale Armin Schwarz conquistò il primo podio mondiale per Škoda

Il Safari Rally 2001, ufficialmente denominato 49th Safari Rally Kenya, è stata la settima prova del campionato del mondo rally 2001 nonché la quarantanovesima edizione del Safari Rally e la ventisettesima con valenza mondiale. 

## Riepilogo
La manifestazione si è svolta dal 20 al 22 luglio sulle polverose piste che attraversano gli altipiani del Kenya, con base nella capitale Nairobi dove venne allestito anche il parco assistenza
L'evento è stato vinto dal finlandese Tommi Mäkinen, navigato dal connazionale Risto Mannisenmäki, al volante di una Mitsubishi Lancer Evo 6.5 della squadra Marlboro Mitsubishi Ralliart, tra i pochi a non aver accusato problemi meccanici nella estenuante maratona kenyota, davanti alla coppia formata dai connazionali Harri Rovanperä e Risto Pietiläinen, su Peugeot 206 WRC (2001) della scuderia Peugeot Total, e all'equipaggio tedesco composto da Armin Schwarz e Manfred Hiemer, alla guida di una Škoda Octavia WRC Evo2 del team Škoda Motorsport, i quali hanno regalato al costruttore ceco il primo podio mondiale della sua storia.
Gli argentini Gabriel Pozzo e Daniel Stillo, su Mitsubishi Lancer Evo VI, hanno invece conquistato la vittoria nella Coppa FIA piloti gruppo N.

## Dati della prova
| Denominazione ufficiale             | Safari Rally Kenya                                                                     |
| Edizione N°                         | 49                                                                                     |
| Tappa N°                            | 7 di 14                                                                                |
| Data manifestazione                 | da venerdì 20/07/2001 a domenica 22/07/2001                                            |
| Sede ospitante                      | Nairobi (contea di Nairobi, Kenya)                                                     |
| Sede parco assistenza               | Prima e terza frazione: Whistling Thorns, Nairobi. Seconda frazione: Equator, Nairobi. |
| Superficie                          | Terra                                                                                  |
| Iscritti                            | 43                                                                                     |
| Partiti                             | 41                                                                                     |
| Arrivati                            | 15 (36,6%)                                                                             |
| Prove speciali previste             | 13                                                                                     |
| Prove speciali disputate            | 12 (1 cancellata)                                                                      |
| Prova più breve                     | 49,95 km (CS2 e CS11: Kajiado)                                                         |
| Prova più lunga                     | 124,48 km (CS5: Marigat)                                                               |
| Prova più lenta                     | velocità media di 105,22 km/h (CS7: Nyaru)                                             |
| Prova più veloce                    | velocità media di 138,72 km/h (CS3: Orien 1)                                           |
| Lunghezza prove speciali previste   | 1129,76 km                                                                             |
| Lunghezza prove speciali disputate  | 1079,81 km (37,1% della distanza totale effettiva - cancellati 49,95 km)               |
| Lunghezza complessiva trasferimenti | 1828,70 km                                                                             |
| Distanza totale effettiva           | 2908,51 km                                                                             |
| Media oraria del vincitore          | velocità media di 120,3 km/h (1079,81 km in 8h58'37"0)                                 |

## Itinerario
| Frazione            | Prova  | Ora    | Nome                                          | Lunghezza | Totale     |
| ------------------- | ------ | ------ | --------------------------------------------- | --------- | ---------- |
| Frazione 1 (20 lug) |        | 09:20  | Assistenza – Whistling Thorns, Nairobi (20 m) | –         | 351,76 km  |
| Frazione 1 (20 lug) | CS1    | 10:20  | Oltepesi 1                                    | 117,46 km | 351,76 km  |
| Frazione 1 (20 lug) |        | 11:31  | Assistenza – Whistling Thorns, Nairobi (20 m) | –         | 351,76 km  |
| Frazione 1 (20 lug) | CS2    | 12:28  | Kajiado 1                                     | 49,95 km  | 351,76 km  |
| Frazione 1 (20 lug) |        | 13:02  | Assistenza – Whistling Thorns, Nairobi (20 m) | –         | 351,76 km  |
| Frazione 1 (20 lug) | CS3    | 14:32  | Orien 1                                       | 112,52 km | 351,76 km  |
| Frazione 1 (20 lug) |        | 15:40  | Assistenza – Whistling Thorns, Nairobi (20 m) | –         | 351,76 km  |
| Frazione 1 (20 lug) | CS4    | 16:41  | Maili Tisa 1                                  | 71,83 km  | 351,76 km  |
| Frazione 1 (20 lug) |        | 17:33  | Assistenza – Whistling Thorns, Nairobi (45 m) | –         | 351,76 km  |
|                     |        |        |                                               |           |            |
| Frazione 2 (21 lug) |        | 05:50  | Assistenza – Equator, Nairobi (20 m)          | –         | 426,24 km  |
| Frazione 2 (21 lug) | CS5    | 07:00  | Marigat                                       | 124,48 km | 426,24 km  |
| Frazione 2 (21 lug) |        | 08:04  | Assistenza – Equator, Nairobi (20 m)          | –         | 426,24 km  |
| Frazione 2 (21 lug) | CS6    | 09:10  | Mbaruk 1                                      | 54,58 km  | 426,24 km  |
| Frazione 2 (21 lug) |        | 10:23  | Assistenza – Equator, Nairobi (20 m)          | –         | 426,24 km  |
| Frazione 2 (21 lug) | CS7    | 11:51  | Nyaru                                         | 72,37 km  | 426,24 km  |
| Frazione 2 (21 lug) |        | 13:07  | Assistenza – Equator, Nairobi (20 m)          | –         | 426,24 km  |
| Frazione 2 (21 lug) | CS8    | 14:50  | Marigat                                       | 60,23 km  | 426,24 km  |
| Frazione 2 (21 lug) |        | 15:33  | Assistenza – Equator, Nairobi (20 m)          | –         | 426,24 km  |
| Frazione 2 (21 lug) | CS9    | 16:39  | Mbaruk 2                                      | 54,58 km  | 426,24 km  |
| Frazione 2 (21 lug) |        | 17:52  | Assistenza – Equator, Nairobi (45 m)          | –         | 426,24 km  |
|                     |        |        |                                               |           |            |
| Frazione 3 (22 lug) |        | 05:40  | Assistenza – Whistling Thorns, Nairobi (20 m) | –         | 351,76 km  |
| Frazione 3 (22 lug) | CS10   | 06:40  | Oltepesi 2                                    | 117,46 km | 351,76 km  |
| Frazione 3 (22 lug) |        | 07:51  | Assistenza – Whistling Thorns, Nairobi (20 m) | –         | 351,76 km  |
| Frazione 3 (22 lug) | CS11   | 08:48  | Kajiado 2                                     | 49,95 km  | 351,76 km  |
| Frazione 3 (22 lug) |        | 09:22  | Assistenza – Whistling Thorns, Nairobi (20 m) | –         | 351,76 km  |
| Frazione 3 (22 lug) | CS12   | 10:47  | Orien 2                                       | 112,52 km | 351,76 km  |
| Frazione 3 (22 lug) |        | 11:55  | Assistenza – Whistling Thorns, Nairobi (20 m) | –         | 351,76 km  |
| Frazione 3 (22 lug) | CS13   | 12:56  | Maili Tisa 2                                  | 71,83 km  | 351,76 km  |
| Frazione 3 (22 lug) |        | 13:48  | Assistenza – Whistling Thorns, Nairobi (20 m) | –         | 351,76 km  |
| Totale              | Totale | Totale | Totale                                        | Totale    | 1129,76 km |

## Risultati

### Classifica
| Pos.                      | Nº       | Pilota            | Copilota           | Auto                          | Squadra                      | Classe     | Tempo      | Distacco   | Punti    |
| Generale                  | Generale | Generale          | Generale           | Generale                      | Generale                     | Generale   | Generale   | Generale   | Generale |
| ------------------------- | -------- | ----------------- | ------------------ | ----------------------------- | ---------------------------- | ---------- | ---------- | ---------- | -------- |
| 1.                        | 7        | Tommi Mäkinen     | Risto Mannisenmäki | Mitsubishi Lancer Evo 6.5     | Marlboro Mitsubishi Ralliart | WRC        | 8h58'37"0  | –          | 10       |
| 2.                        | 16       | Harri Rovanperä   | Risto Pietiläinen  | Peugeot 206 WRC (2001)        | Peugeot Total                | WRC        | 9h11'14"0  | +12'37"0   | 6        |
| 3.                        | 11       | Armin Schwarz     | Manfred Hiemer     | Škoda Octavia WRC Evo2        | Škoda Motorsport             | WRC        | 9h16'12"0  | +17'35"0   | 4        |
| 4.                        | 17       | François Delecour | Daniel Grataloup   | Ford Focus RS WRC 01          | Ford Motor Co. Ltd.          | WRC        | 9h19'13"0  | +20'36"0   | 3        |
| 5.                        | 8        | Freddy Loix       | Sven Smeets        | Mitsubishi Carisma GT Evo 6.5 | Marlboro Mitsubishi Ralliart | WRC        | 10h42'39"0 | +1h44'02"0 | 2        |
| 6.                        | 22       | Gabriel Pozzo     | Daniel Stillo      | Mitsubishi Lancer Evo VI      | -                            | N4 / Gr. N | 11h05'23"0 | +2h06'46"0 | 1        |
| 7.                        | 24       | Marcos Ligato     | Ruben Garcia       | Mitsubishi Lancer Evo VI      | -                            | N4 / Gr. N | 11h06'47"0 | +2h08'10"0 | -        |
| 8.                        | 26       | Rory Green        | Orson Taylor       | Subaru Impreza 555            | -                            | WRC        | 11h54'33"0 | +2h55'56"0 | -        |
| 9.                        | 31       | Azar Anwar        | Tom Muriuki        | Mitsubishi Lancer Evo VI      | -                            | N4 / Gr. N | 12h12'30"0 | +3h13'53"0 | -        |
| 10.                       | 33       | Rudolf Stohl      | Peter Müller       | Mitsubishi Lancer Evo VI      | -                            | N4 / Gr. N | 13h39'40"0 | +4h41'03"0 | -        |
| Coppa FIA piloti gruppo N |          |                   |                    |                               |                              |            |            |            |          |
| 1. (6.)                   | 22       | Gabriel Pozzo     | Daniel Stillo      | Mitsubishi Lancer Evo VI      | -                            | N4 / Gr. N | 11h05'23"0 | –          | 10       |
| 2. (7.)                   | 24       | Marcos Ligato     | Ruben Garcia       | Mitsubishi Lancer Evo VI      | -                            | N4 / Gr. N | 11h06'47"0 | +1'24"0    | 6        |
| 3. (9.)                   | 31       | Azar Anwar        | Tom Muriuki        | Mitsubishi Lancer Evo VI      | -                            | N4 / Gr. N | 12h12'30"0 | +1h07'07"0 | 4        |
| 4. (10.)                  | 33       | Rudolf Stohl      | Peter Müller       | Mitsubishi Lancer Evo VI      | -                            | N4 / Gr. N | 13h39'40"0 | +2h34'17"0 | 3        |
| 5. (11.)                  | 30       | Jari Latvala      | Kari Mustalahti    | Mitsubishi Lancer Evo VI      | -                            | N4 / Gr. N | 14h04'33"0 | +2h59'10"0 | 2        |
| 6. (13.)                  | 42       | Don Smith         | Adrian Wroe        | Subaru Impreza                | -                            | N4 / Gr. N | 14h21'56"0 | +3h16'33"0 | 1        |

| Principali ritiri | Principali ritiri | Principali ritiri | Principali ritiri | Principali ritiri      | Principali ritiri       | Principali ritiri | Principali ritiri | Principali ritiri |
| CS                | Nº                | Pilota            | Copilota          | Auto                   | Squadra                 | Classe            | Causa             | Pos. Rit.         |
| ----------------- | ----------------- | ----------------- | ----------------- | ---------------------- | ----------------------- | ----------------- | ----------------- | ----------------- |
| CS 1              | 5                 | Richard Burns     | Robert Reid       | Subaru Impreza WRC2001 | Subaru World Rally Team | WRC               | Sospensione       | -                 |
| CS 3              | 4                 | Colin McRae       | Nicky Grist       | Ford Focus RS WRC 01   | Ford Motor Co. Ltd.     | WRC               | Frizione          | 3º                |
| CS 3              | 9                 | Roman Kresta      | Jan Tománek       | Škoda Octavia WRC      | Škoda Motorsport        | WRC               | Ruota persa       | 12º               |
| CS 4              | 1                 | Marcus Grönholm   | Timo Rautiainen   | Peugeot 206 WRC (2001) | Peugeot Total           | WRC               | Sospensione       | 4º                |
| CS 4              | 2                 | Didier Auriol     | Denis Giraudet    | Peugeot 206 WRC (2001) | Peugeot Total           | WRC               | Incidente         | 6º                |
| CS 4              | 19                | Toshihiro Arai    | Glenn Macneall    | Subaru Impreza WRC2001 | Subaru World Rally Team | WRC               | Sospensione       | 11º               |
| CS 5              | 3                 | Carlos Sainz      | Luis Moya         | Ford Focus RS WRC 01   | Ford Motor Co. Ltd.     | WRC               | Motore            | 2º                |
| CS 10             | 6                 | Petter Solberg    | Phil Mills        | Subaru Impreza WRC2001 | Subaru World Rally Team | WRC               | Ruota persa       | 3º                |
| CS 13             | 12                | Bruno Thiry       | Stéphane Prévot   | Škoda Octavia WRC Evo2 | Škoda Motorsport        | WRC               | Incidente         | 5º                |

Legenda

Pos. = posizione; Nº = numero di gara; CS = sezione competitiva; Pos. rit. = posizione detenuta prima del ritiro.
| Icona | Classe                                                                                                 |
| ----- | --- |
| WRC   | Equipaggio di classe A8 (World Rally Car) che può conquistare punti per il campionato costruttori.     |
| WRC   | Equipaggio di classe A8 (World Rally Car) che non può conquistare punti per il campionato costruttori. |
| Gr. N | Equipaggio registrato alla Coppa FIA piloti gruppo N.                                                  |
| S1600 | Equipaggio registrato alla Coppa FIA piloti Super 1600.                                                |
| TC    | Equipaggio registrato alla Coppa FIA squadre (FIA Team Cup).                                           |
|       | Ulteriori classificazioni.                                                                             |

### Prove speciali
| Frazione            | Prova | Ora   | Nome         | Lunghezza | Vincitori                          | Tempo            | Velocità media | Leader del rally                 |
| ------------------- | ----- | ----- | ------------ | --------- | ---------------------------------- | ---------------- | -------------- | -------------------------------- |
| Frazione 1 (20 lug) | CS1   | 10:20 | Oltepesi 1   | 117,46 km | Armin Schwarz Manfred Hiemer       | 55'05"0          | 127,9 km/h     | Armin Schwarz Manfred Hiemer     |
| Frazione 1 (20 lug) | CS2   | 12:28 | Kajiado 1    | 49,95 km  | Tommi Mäkinen Risto Mannisenmäki   | 24'06"0          | 124,4 km/h     | Tommi Mäkinen Risto Mannisenmäki |
| Frazione 1 (20 lug) | CS3   | 14:32 | Orien 1      | 112,52 km | Carlos Sainz Luis Moya             | 48'40"0          | 138,7 km/h     | Tommi Mäkinen Risto Mannisenmäki |
| Frazione 1 (20 lug) | CS4   | 16:41 | Maili Tisa 1 | 71,83 km  | Carlos Sainz Luis Moya             | 35'42"0          | 120,7 km/h     | Tommi Mäkinen Risto Mannisenmäki |
|                     |       |       |              |           |                                    |                  |                | Tommi Mäkinen Risto Mannisenmäki |
| Frazione 2 (21 lug) | CS5   | 07:00 | Marigat      | 124,48 km | Petter Solberg Phil Mills          | 1h00'05"0        | 124,3 km/h     | Tommi Mäkinen Risto Mannisenmäki |
| Frazione 2 (21 lug) | CS6   | 09:10 | Mbaruk 1     | 54,58 km  | Tommi Mäkinen Risto Mannisenmäki   | 46'23"0          | 109,4 km/h     | Tommi Mäkinen Risto Mannisenmäki |
| Frazione 2 (21 lug) | CS7   | 11:51 | Nyaru        | 72,37 km  | Petter Solberg Phil Mills          | 41'16"0          | 105,2 km/h     | Tommi Mäkinen Risto Mannisenmäki |
| Frazione 2 (21 lug) | CS8   | 14:50 | Marigat      | 60,23 km  | Petter Solberg Phil Mills          | 27'27"0          | 131,7 km/h     | Tommi Mäkinen Risto Mannisenmäki |
| Frazione 2 (21 lug) | CS9   | 16:39 | Mbaruk 2     | 54,58 km  | Tommi Mäkinen Risto Mannisenmäki   | 45'40"0          | 111,1 km/h     | Tommi Mäkinen Risto Mannisenmäki |
|                     |       |       |              |           |                                    |                  |                | Tommi Mäkinen Risto Mannisenmäki |
| Frazione 3 (22 lug) | CS10  | 06:40 | Oltepesi 2   | 117,46 km | Tommi Mäkinen Risto Mannisenmäki   | 1h01'02"0        | 115,5 km/h     | Tommi Mäkinen Risto Mannisenmäki |
| Frazione 3 (22 lug) | CS11  | 08:48 | Kajiado 2    | 49,95 km  | prova cancellata                   | prova cancellata |                | Tommi Mäkinen Risto Mannisenmäki |
| Frazione 3 (22 lug) | CS12  | 10:47 | Orien 2      | 112,52 km | François Delecour Daniel Grataloup | 50'09"0          | 134,6 km/h     | Tommi Mäkinen Risto Mannisenmäki |
| Frazione 3 (22 lug) | CS13  | 12:56 | Maili Tisa 2 | 71,83 km  | François Delecour Daniel Grataloup | 38'08"0          | 113,0 km/h     | Tommi Mäkinen Risto Mannisenmäki |

## Classifiche mondiali
Classifica piloti
| Pos. | Pos. | Pilota            | Punti |
| ---- | ---- | ----------------- | ----- |
| 1    | 1    | Tommi Mäkinen     | 40    |
| 2    | 1    | Colin McRae       | 30    |
| 3    |      | Carlos Sainz      | 26    |
| 4    | 1    | Harri Rovanperä   | 20    |
| 5    | 1    | Richard Burns     | 15    |
| 6    |      | François Delecour | 14    |
| 7    |      | Didier Auriol     | 10    |
| 8    |      | Petter Solberg    | 9     |
| 9    |      | Freddy Loix       | 9     |
| 10   | 4    | Armin Schwarz     | 7     |
| 11   | 1    | Gilles Panizzi    | 6     |
| 12   | 1    | Thomas Rådström   | 6     |
| 13   | 1    | Toni Gardemeister | 5     |
| 14   | 1    | Marcus Grönholm   | 4     |
| 15   |      | Toshihiro Arai    | 3     |
| 16   |      | Alister McRae     | 1     |
| 17   |      | Philippe Bugalski | 1     |
| 18   | N    | Gabriel Pozzo     | 1     |
| 19   | 1    | Pasi Hagström     | 1     |

Classifica costruttori WRC
| Pos. | Pos. | Squadra                      | Punti |
| ---- | ---- | ---------------------------- | ----- |
| 1    | 1    | Marlboro Mitsubishi Ralliart | 66    |
| 2    | 1    | Ford Motor Co. Ltd.          | 60    |
| 3    |      | Subaru World Rally Team      | 28    |
| 4    |      | Peugeot Total                | 26    |
| 5    |      | Škoda Motorsport             | 15    |
| 6    |      | Hyundai Castrol WRT          | 10    |

Legenda: Pos.= Posizione;  N = In classifica per la prima volta.